# Памятник М. П. Кирпоносу (Киев)
Памятник М. П. Кирпоносу — монумент в Киеве, установленный в честь советского военного деятеля, Героя Советского Союза генерал-полковника М. П. Кирпоноса, командующего легендарной обороной Киева в 1941 году.
Установлен в 1973 году в сквере по улице Кирпоноса в Шевченковском районе города Киева.
Авторы — скульптор Г. Н. Кальченко, архитектор А. Ф. Игнащенко.
Высота бюста — 0,6 м, пьедестала — 3,5 м.
Гранитный бюст генерала установлен на высоком четырёхгранном пьедестале, выполненном из серого гранита, техникой мелкой бучарды, непосредственно на земле. Хотя в целом памятник решен просто, композиция его отличается динамичностью, благодаря резкому повороту головы, асимметричному срезу плеча, контрастному противопоставлению фактуры грубо обработанного пьедестала с реалистичной, детально моделируемой пластикой головы. Рассчитан как на фронтальный, так и на круговой обзор. В нижней части пьедестала высечена аннотационная надпись.